# Hadrosaurus
Hadrosaurus („statný/těžký ještěr“) byl kachnozobý dinosaurus, žijící v období pozdní křídy (věk kampán, asi před 80 miliony let) na území dnešních USA. Patřil mezi poměrně velké ornitopody, jeho délka se pohybovala kolem 8 metrů a hmotnost přesahovala 2000 kg. Byl schopen běhat po dvou nohách, ale mohl zřejmě také chodit po čtyřech. Jako všichni kachnozobí dinosauři byl býložravý a žil ve stádech. Jeho zubní baterie byly dobře uzpůsobeny ke žvýkání tuhých větviček a listů.

## Historie
Hadrosaurus byl prvním dinosaurem popsaným na území Spojených států amerických. Jeho zkameněliny byly objeveny již v roce 1838 v Haddonfieldu v New Jersey (souvrství Navesink). V roce 1858 byl popsán paleontologem Josephem Leidym na počest jeho objevitele W. P. Foulkeho jako H. foulkii. V roce 1868 byla jeho smontovaná kostra vystavena jakožto vůbec první kostra dinosaura na světě. Dnes stojí bronzový model hadrosaura v centru města Haddonfield. Domnělý nový druh Hadrosaurus agilis, popsaný O. C. Marshem roku 1872, byl později přejmenován na Claosaurus agilis.

## V populární kultuře
Jediným dnes známým druhem tohoto rodu je H. foulkii a v roce 1991 byl tento druh zvolen za oficiálního státního dinosaura New Jersey.
V epizodě Vzdálený původ amerického televizního sci-fi seriálu Star Trek: Vesmírná loď Voyager vystupují Vothové, vyspělé inteligentní bytosti, které se vyvinuly z hadrosaurů.